# Kumano Maru (porte-avions)
Ne doit pas être confondu avec Kumano (croiseur) ou Kumano.
Le Kumano Maru (熊野丸) était un navire dépôt de débarquement (ou navire auxiliaire de débarquement) et un porte-avions d'escorte utilisé par l'Armée impériale japonaise pendant la Seconde Guerre mondiale. Lancé et mis en service début 1945, le navire n'a participé à aucune mission de guerre.

## Construction
Sa quille est posée au chantier naval d'Hitachi comme navire de fret standard de type M. Alors en cours de construction, le navire est réquisitionné par l'Armée qui le modifie en transport d'embarcation de débarquement de type C. Dans sa cale, il pouvait transporter 12 d'embarcations de 17,1 mètres et 13 de 14,0 mètres. Elles étaient lancées sur des rails passant par deux grandes portes à l'arrière.
Le navire pouvait également transporter 8 à 37 avions, selon leur taille et le nombre d'embarcations présentes à bord. Son pont d'envol mesurait 110,0 x 21,3 mètres avec un ascenseur à l'arrière. Cela permettait aux avions stockés de pouvoir décoller avec une piste de longueur suffisante, mais le pont n'était pas assez grand pour permettre aux avions d'atterrir. La cheminée du navire était montée du côté tribord et ventilée horizontalement vers l'extérieur pour avoir un pont d'envol avec une bonne visibilité.

## Service opérationnel

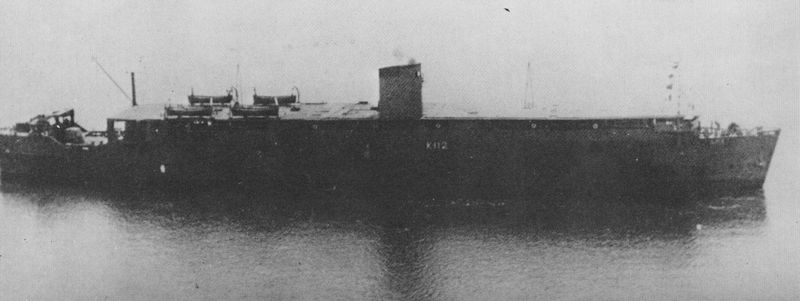
Le Kumano Maru en 1947.

La quille du Kumano Maru est posée le 28 janvier 1945 et il est mis en service le 31 mars. N'ayant effectué aucune mission de guerre, le navire survit à la guerre et sert à rapatrier les forces japonaises à l'étranger jusqu'en 1947.
Le navire est vendu à la société K Line en 1947 et converti en navire marchand conventionnel. Il est démoli un an plus tard.